# Ocotea hirtandra
Ocotea hirtandra är en lagerväxtart som beskrevs av Van der Werff. Ocotea hirtandra ingår i släktet Ocotea och familjen lagerväxter. Inga underarter finns listade i Catalogue of Life.